# River Forest (Illinois)
River Forest est un village situé dans le comté de Cook en proche banlieue de Chicago dans l'État de l'Illinois aux États-Unis.

La population é 11,717, selon le recensement de 2020. Il y a deux universités à River Forest, Dominican University et Concordia University Chicago. 

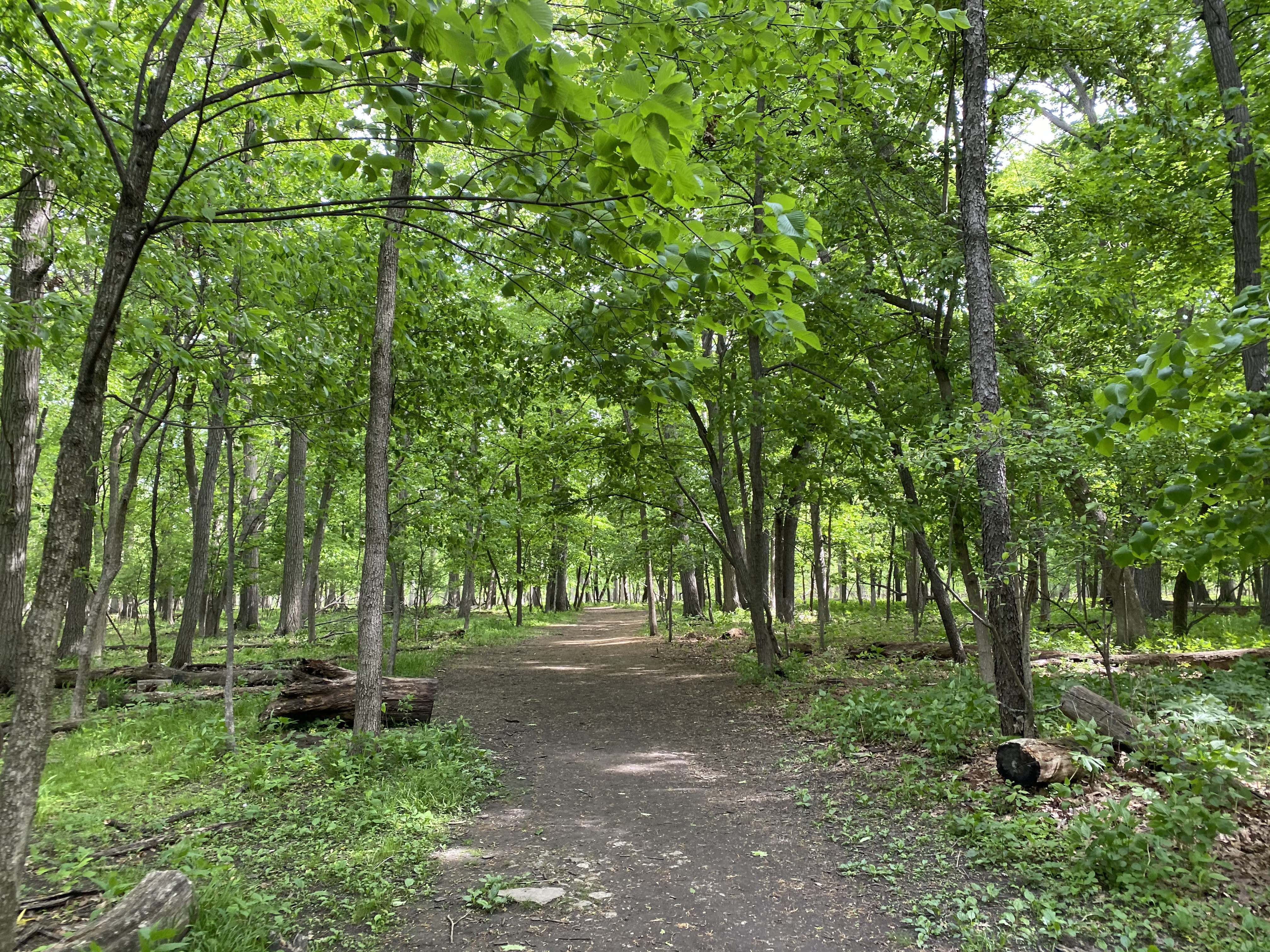
Un sentier dans la réserve forestière de Thatcher Woods à River Forest, Illinois